# 파벨 수호이

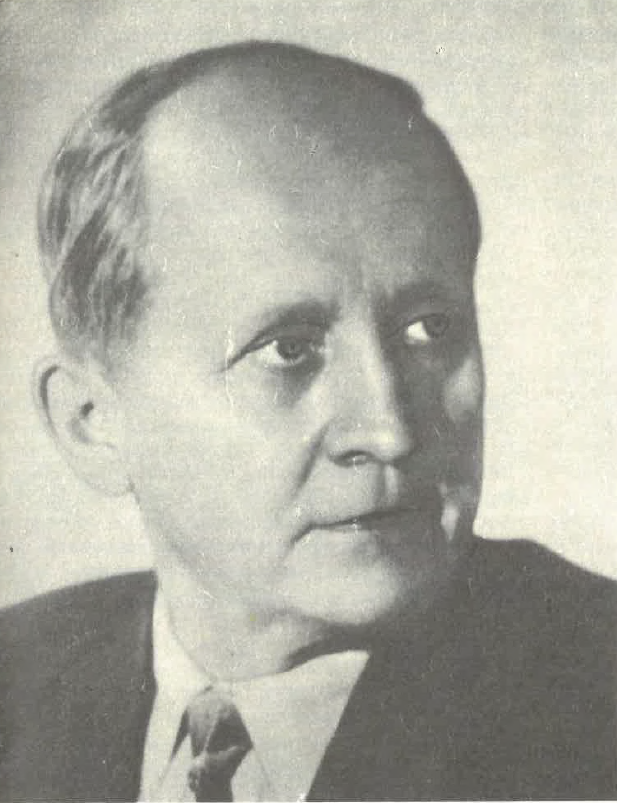
파벨 수호이

파벨 오시포비치 수호이(러시아어: Павел Осипович Сухой, 벨라루스어: Павел Восіпавіч Сухі 파벨 보시파비치 수히, 1895년 7월 22일 ~ 1975년 9월 15일)는 벨라루스 태생의 소련의 항공 공학자, 항공기 설계자이다.

## 생애
벨라루스 비쳅스크 근교에 위치한 흘리보카예 마을에서 태어났다. 1905년부터 1914년까지 호멜 김나지움(현재의 벨라루스 국립 교통대학교)에 재학했고 1915년에는 모스크바 제국 공과대학교(현재의 바우만 모스크바 국립 공과대학교)에 입학했다. 제1차 세계 대전 기간 동안에는 러시아 제국 육군에 징집되었다. 1920년에 건강상의 이유로 대학교에 복학했고 1925년에 대학교를 졸업했다.
1925년 안드레이 투폴레프의 지시에 따라 《300 hp의 단일 엔진 추구 항공기》라는 제목의 논물을 발표했으며 1925년 3월에는 중앙 유체 역학 연구소에서 기술자들과 함께 근무했다. 그 후 몇 년 동안 수호이는 세계적으로 유명한 소련의 항공기의 설계와 제조를 맡았다.
1939년 9월 수호이는 OKB 수호이라는 이름의 독립된 항공기 설계사를 설립했다. 수호이의 설계국은 우크라이나 하르키우에 위치하고 있었지만 수호는 이 지리적 위치에 만족하지 않았다. 수호이는 자신의 설계국이 소련 과학의 중심지인 모스크바에서 떨어져 있었기 때문에 포도모스코비예 비행장으로 이전해야 한다고 주장했고 이러한 계획은 1940년 전반에 완료되었다.
수호이는 1942년 겨울에 새로운 문제에 직면했다. 수호이는 동부 전선 기간 동안에 독자적인 생산 라인이 없었기 때문에 아무것도 할 일이 없었다는 것이다. 수호이는 소련의 새로운 지상 공격기인 Su-6를 개발했다. 이오시프 스탈린은 Il-2을 선호하고 Su-6의 생산을 시작하지 않기로 결정했다. 스탈린의 결정에는 다른 기종을 제조하는 것은 항공기 생산의 질적 하락을 부르는 전쟁 상황에는 좋지 않았다는 점, 스탈린이 수호이를 그다지 달가워하지 않았다는 점으로 여겨진다.
제2차 세계 대전 종전 이후에 수호이에 의해서 개발된 소련의 전투 폭격기로는 Su-17, Su-24 등이 있다. 1943년에는 스탈린상, 1968년에는 레닌상, 1945년, 1957년, 1975년에는 소련 국가상을 수상했으며 1957년에는 사회주의 노동영웅 칭호를, 1957년, 1965년에는 기술과학박사 영웅 칭호를 받았다.
1958년부터 1974년까지 소련 최고 소비에트 대의원을 역임했다. 1975년 9월 15일 모스크바에서 사망했으며 모스크바에 위치한 노보데비치 묘지에 안장되었다. 1975년 12월 25일에는 소련 과학 아카데미로부터 소련 국가상을 추서받았다.